# Първа гражданска война в Судан
Първата гражданска война в Судан (още известна като бунта на Аняня или Аняня I по името на бунтовниците) е въоръжен конфликт в периода 1955 – 1972 г. между арабския Северен и негърския Южен Судан, който настоява за по-голяма регионална автономия.
За 17 години война умират 500 000 души. Условно войната може да се раздели на 3 периода: първоначална партизанска война, Аняня и Движение за независимост на Южен Судан.
Войната се прекратява със споразумението от Адис Абеба през 1972 г., което не успява да премахне напрежението, довело до гражданската война. През 1983 г. се разпалва Втората гражданска война в Судан (Аняня II), която продължава до 2005 г. и Южен Судан получава независимост. Периодът между 1955 и 2005 г. понякога се разглежда като един-единствен конфликт с 11-годишно примирие между 2-те му военни фази.

## Войната
През август 1955 г. членове на администрирания от Великобритания Екваториален корпус на Суданските защитни сили извършват метежи в Торит, Джуба, Йеи и Мариди. Непосредствените последствия от метежа са процес срещу южносудански член на Националната асамблея и фалшива телеграма, призоваваща администрацията на Северен Судан да притисне южняците.
Метежите са потушени, но оцелелите напускат градовете и започват некоординирани бунтове в селските райони. Зле въоръжени и лошо организирани, тези бунтовници са слаба заплаха за колониалната сила и новосформираното суданско правителство. О'Балънс пише през 1977 г., че „периодът от 1955 до 1963 г. е просто партизанско оцеляване, едва отличимо от бандитството и запазило се благодарение на бивши офицери от армията на Южен Судан и малък брой сержанти.“